# San Francisco de la Nueva Provincia de Álava
San Francisco de la Nueva Provincia de Alava fue el nombre del segundo intento (de tres) de fundar una población en tierras jujeñas el 13 de octubre de 1575 en la confluencia de los ríos Grande y Xibi Xibi.

## Fundador
San Francisco de la Nueva Provincia de Alava fue fundada por el español Pedro Ortiz de Zárate, en lo que actualmente se denomina Punta de Diamante, donde se encuentra el actual Cementerio El Salvador.

## Duración
La aldea alcanzó escasamente un año de vida, ya que ―como su antecesora, la Villa de Nieva (1561-1563)― no pudo soportar los ataques de los nativos del lugar.

## Objetivo
La importancia de fundar una ciudad en la salida de la Quebrada de Humahuaca radicaba en la necesidad de someter a los omaguacas, que impedían el desarrollo de la ruta procedente del Perú que llevaba al puerto de Buenos Aires, puerta del Atlántico.